# Karl Richter
Karl Richter (Plauen,15 de octubre de 1926 - Múnich, 15 de febrero de 1981) fue un organista, clavecinista, director de orquesta y director de coro alemán. Fue uno de los más grandes intérpretes de Johann Sebastian Bach. Reputado organista de Santo Tomás de Leipzig y de San Marcos de Múnich, en 1953 fundó la Orquesta Bach de Múnich, con la que ejecutó con gran éxito obras de Bach y de Händel.

## Biografía
Nació en Plauen y estudió en Dresde y Leipzig, donde se graduó en 1949. Ese mismo año llegó a ser organista en la iglesia de Santo Tomás en Leipzig, la misma iglesia donde tres siglos atrás Johann Sebastian Bach había desempeñado el cargo de director musical. En 1951 se trasladó a Múnich, donde impartió clase en el conservatorio y fue cantor y organista en la iglesia de San Marcos. A partir de 1954 dirigió el Coro y la Orquesta Bach de Múnich. En los años 1960 y 1970 hizo gran cantidad de grabaciones y realizó giras en Japón, Estados Unidos y la Unión Soviética. 
Richter interpretó gran variedad de música (desde Schütz a Reger), pero es especialmente recordado por sus interpretaciones de las obras de Bach y Händel. Karl Richter evitó las fluctuaciones en el tempo que fueron características de las interpretaciones románticas de Bach, aunque, por otra parte, usó instrumentos modernos hasta el final de su carrera.

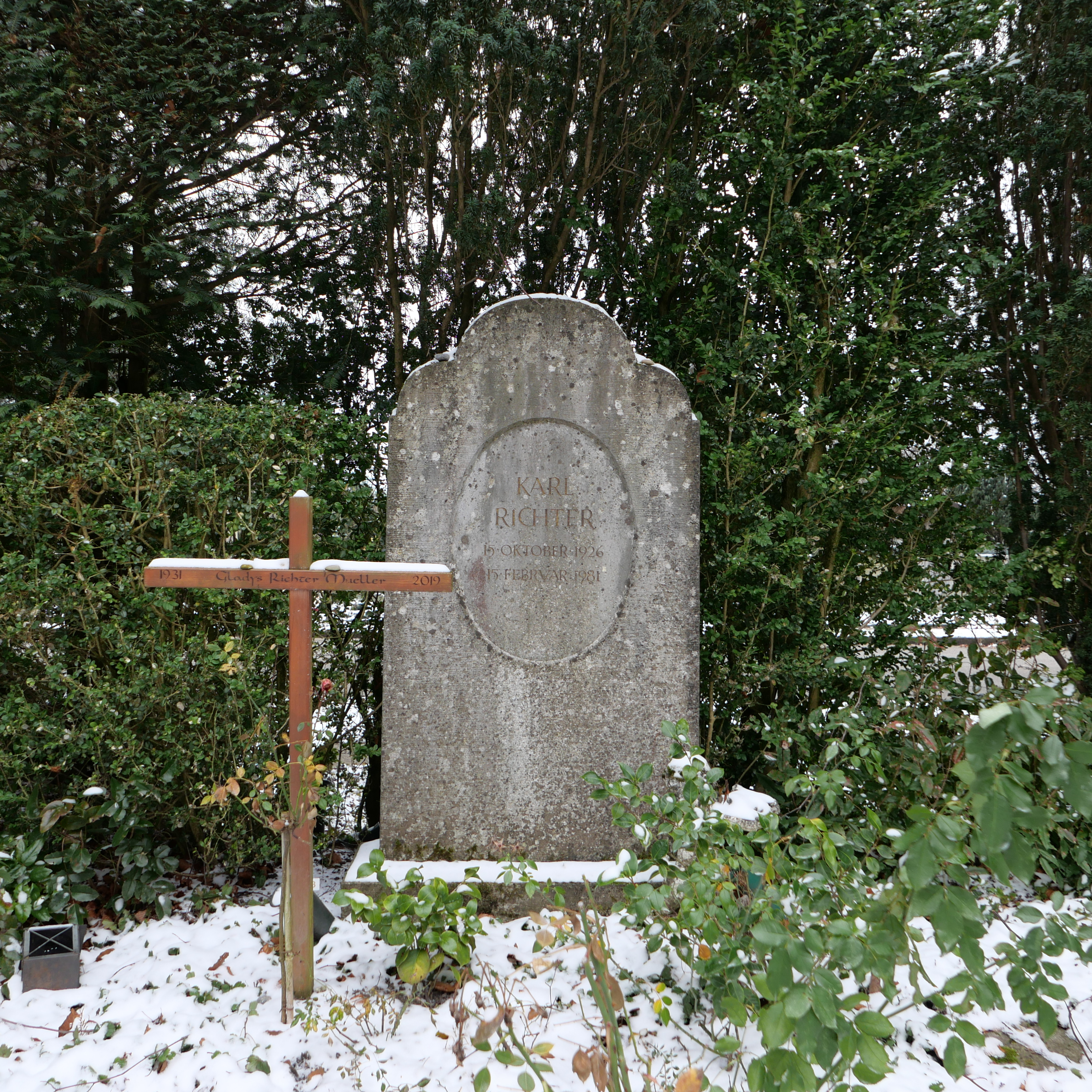
La tumba en enero de 2024.

Fiel a ciertos intérpretes, Karl Richter trabajó en numerosas ocasiones con Gundula Janowitz, Dietrich Fischer-Dieskau, Peter Schreier, Edith Mathis, Maurice André y Aurèle Nicolet.
Murió de un ataque al corazón a los 54 años. Fue enterrado en el cementerio de Enzenbühl en Zúrich. Su esposa Glady, que nació en 1931, murió en 2019 y fue enterrada en la misma tumba. 
En cuanto a los aspectos estilísticos y sonoros de su producción, Richter encarna la transición entre las visiones «románticas» y «barrocas» de la obra del compositor; su versión de la Pasión según San Mateo de Bach fue muy celebrada. Un cierto expresivismo impregna sus grabaciones, que fueron muy admiradas por Glenn Gould y Carlos Kleiber entre otros.
Su interpretación del primer movimiento del segundo Concierto de Brandeburgo de Bach es la primera selección en el disco de oro de la sonda espacial Voyager.

## Discografía parcial
- Bach, Cantatas (completas) - Richter/Münchener Bach-Orch., Archiv Produktion
- Bach, Cantatas BWV 4, 56, 82 - Richter/Fischer-Dieskau, Archiv Produktion
- Bach, Cantatas BWV 4, 51, 56, 140, 147 - Richter/Münchener Bach-Orch., Archiv Produktion
- Bach, Obras maestras sacras - Richter/Seefried/Töpper/Ludwig, Archiv Produktion
- Bach, Conciertos de Brandeburgo n. 1-6/Concierto oboe - Clement/Richter/Münch. Bach, Archiv Produktion (CD e DVD)
- Bach, Misa en si menor - Richter/Stader/Töpper/Engen, Archiv Produktion
- Bach, Oratorio de Navidad - Richter/Janowitz/Wunderlich, Archiv Produktion
- Bach, Pasión según San Juan - Richter/Haefliger/Engen/Töpper, Deutsche Grammophon
- Bach, Pasión según San Mateo - Richter/Haefliger/Engen/Töpper, 1959 Deutsche Grammophon (CD e DVD)
- Bach, Son. fl. y clvc. - Nicolet/Richter, Archiv Produktion
- Gluck, Orfeo y Eurídice - Richter/Fischer-Dieskau/Janowitz, 1967 Deutsche Grammophon
- Haendel, Julio César - Richter/Fischer-Dieskau/Troyanos, 1969 Deutsche Grammophon
- Haendel, El Mesías - Richter/Donath/Reynolds, 1973 Deutsche Grammophon